# Флавий Диоскор
Флавий Диоскор (лат. Flavius Dioscoros) — римский государственный деятель середины V века.
Нет никаких сведений о Диоскоре, кроме фиксации его консулом в 442 году с Флавием Евдоксием.